# 12 Soulful Nights of Christmas
Albums de Jermaine Dupri
Life in 1472
(1998)
12 Soulful Nights of Christmas est une compilation de Jermaine Dupri, sortie le 22 octobre 1996.

## Liste des titres
| No  | Titre                                                    | Contient un (des) sample(s) de                           | Durée |
| --- | -------------------------------------------------------- | -------------------------------------------------------- | ----- |
| 1.  | The Time of Year (Interprété par Kenny Lattimore)        |                                                          | 4:47  |
| 2.  | Christmas Without You (Interprété par Xscape)            |                                                          | 4:07  |
| 3.  | In Love at Christmas (Interprété par K-Ci & JoJo)        |                                                          | 3:57  |
| 4.  | Little Drummer Girl (Interprété par Alicia Keys)         | I'm Glad You're Mine d'Al Green My Life de Mary J. Blige | 4:32  |
| 5.  | Someday at Christmas (Interprété par Voices of Soul)     |                                                          | 4:42  |
| 6.  | Christmas Only Once a Year (Interprété par Chaka Khan)   |                                                          | 3:56  |
| 7.  | A Christmas Lullabye (Interprété par Faith Evans)        |                                                          | 2:10  |
| 8.  | Because of His Love (Interprété par Brian McKnight)      |                                                          | 4:05  |
| 9.  | The Christmas Song (Interprété par Tamia)                |                                                          | 5:06  |
| 10. | Christmas Without My Girl (Interprété par Gerald Levert) |                                                          | 4:29  |
| 11. | Not Really Christmas (Interprété par Trina Broussard)    |                                                          | 4:54  |
| 12. | My Younger Days (Interprété par Trey Lorenz)             |                                                          | 4:33  |
| 13. | Every Day Should Be Christmas (Interprété par NeeNa Lee) |                                                          | 4:08  |
| 14. | This Christmas (Interprété par Jagged Edge)              |                                                          | 5:07  |